# Kjelsås

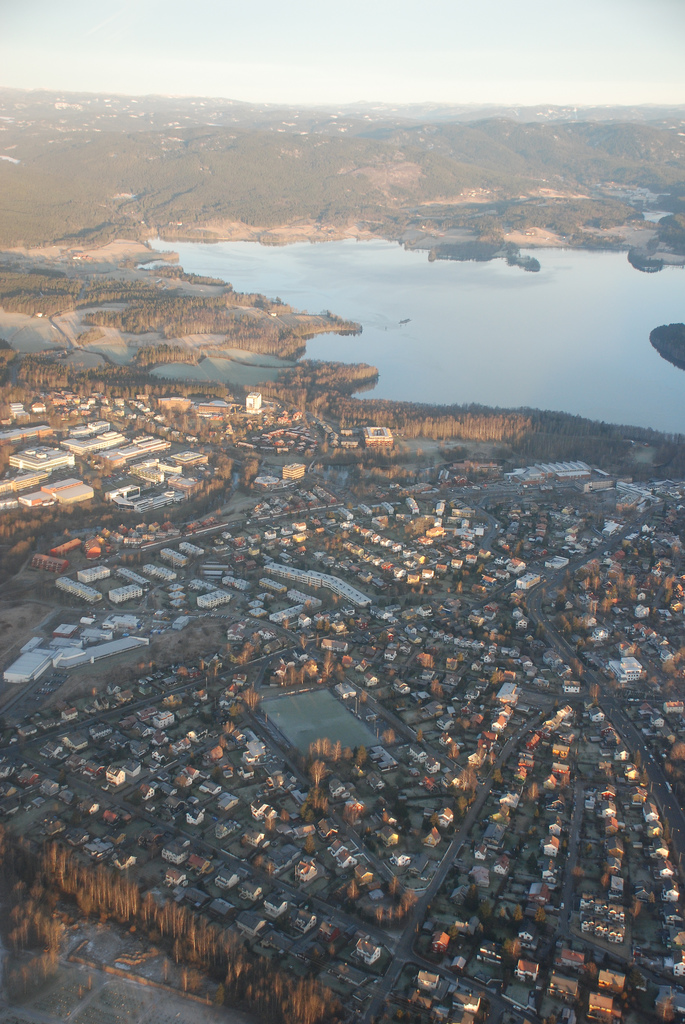
Kjelsås liegt am Südufer des Maridalsvannet, dem Trinkwasser-Reservoir der Hauptstadt.

Kjelsås ist ein Wohngebiet im Osloer Stadtteil Nordre Aker am nördlichen Stadtrand der norwegischen Hauptstadt.

## Geschichte
Der Name stammt vermutlich vom männlichen Vornamen Kjell beziehungsweise Kjetil. Früher war Kjelsås ein Industriegebiet entlang der Akerselva, einem von Nord nach Süd durch die Hauptstadt fließenden Fluss. Etwa ab Mitte des 20. Jahrhunderts entwickelte es sich zu einem Wohngebiet mit zahlreichen Einfamilienhäusern. Es verfügt über Infrastruktur, wie Schule, Geschäfte, einen Bahnhof der Gjøvik-Bahnlinie und die Endstation der Kjelsås-Straßenbahn. Seit 1986 beherbergt es das Norwegische Technische Museum. Unmittelbar nördlich von Kjelsås liegt der Maridalsvannet, ein fast 4 km² großer See, aus dem nahezu das gesamte Trinkwasser für Oslo gewonnen wird.

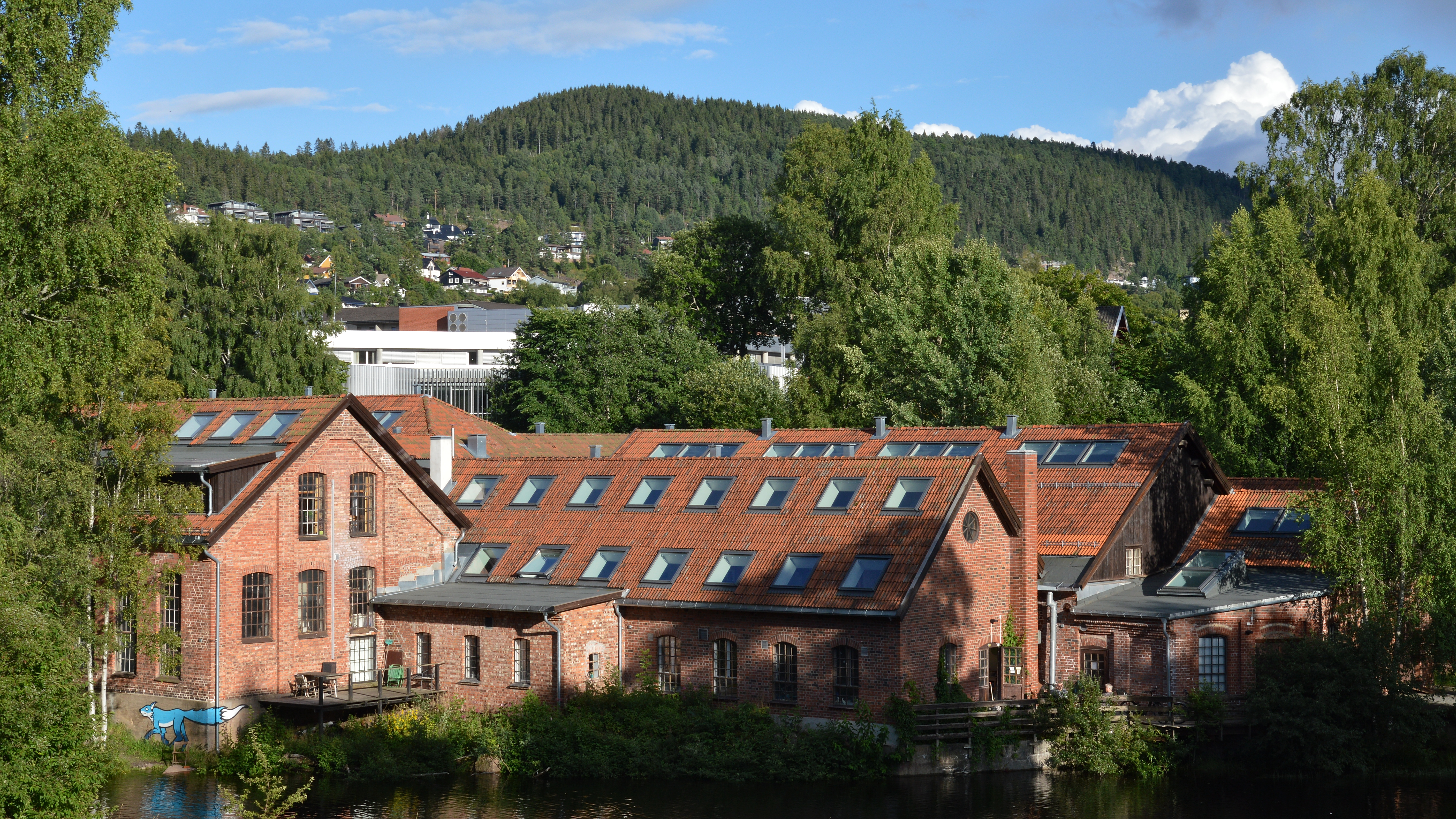
Gebäude
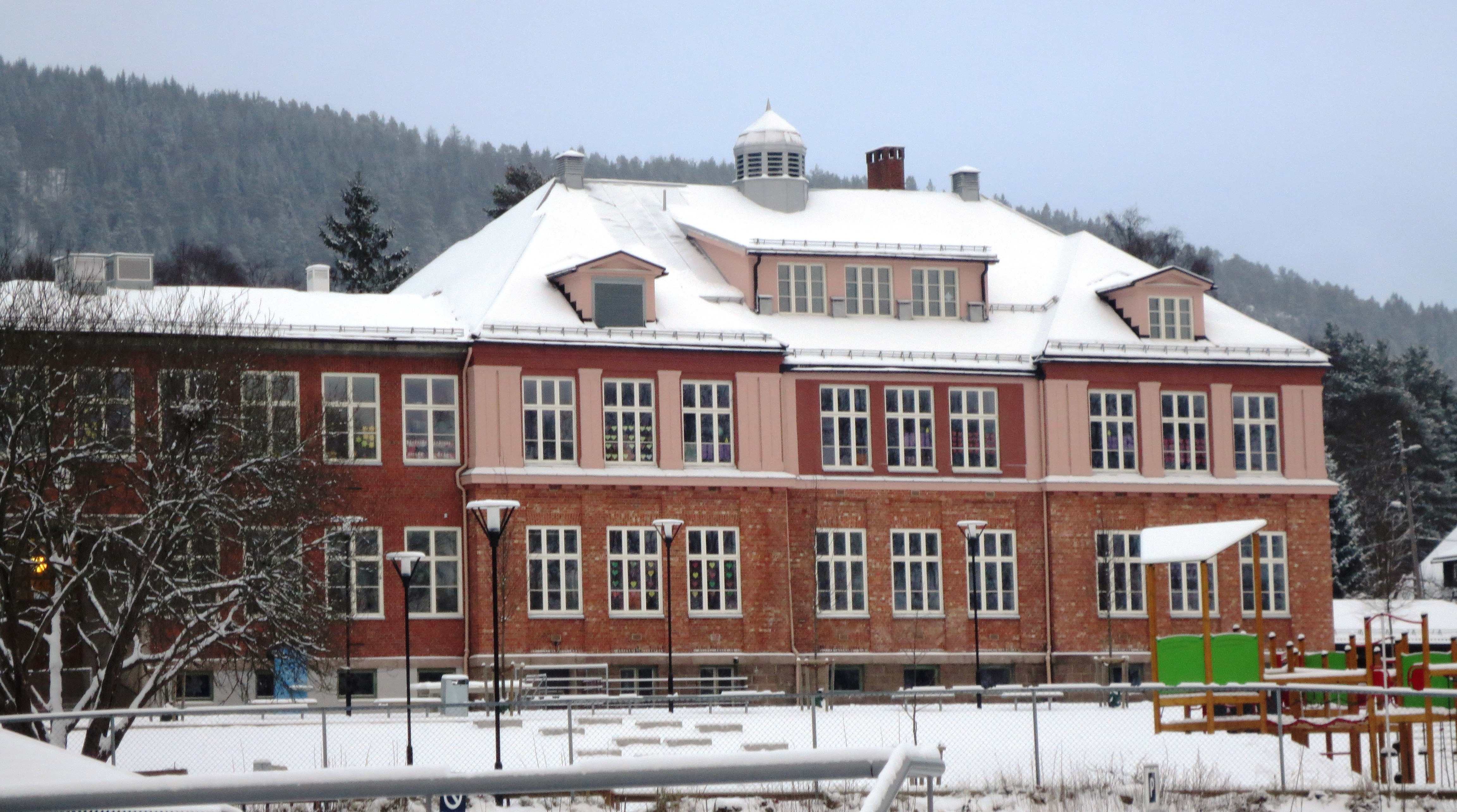
Schule
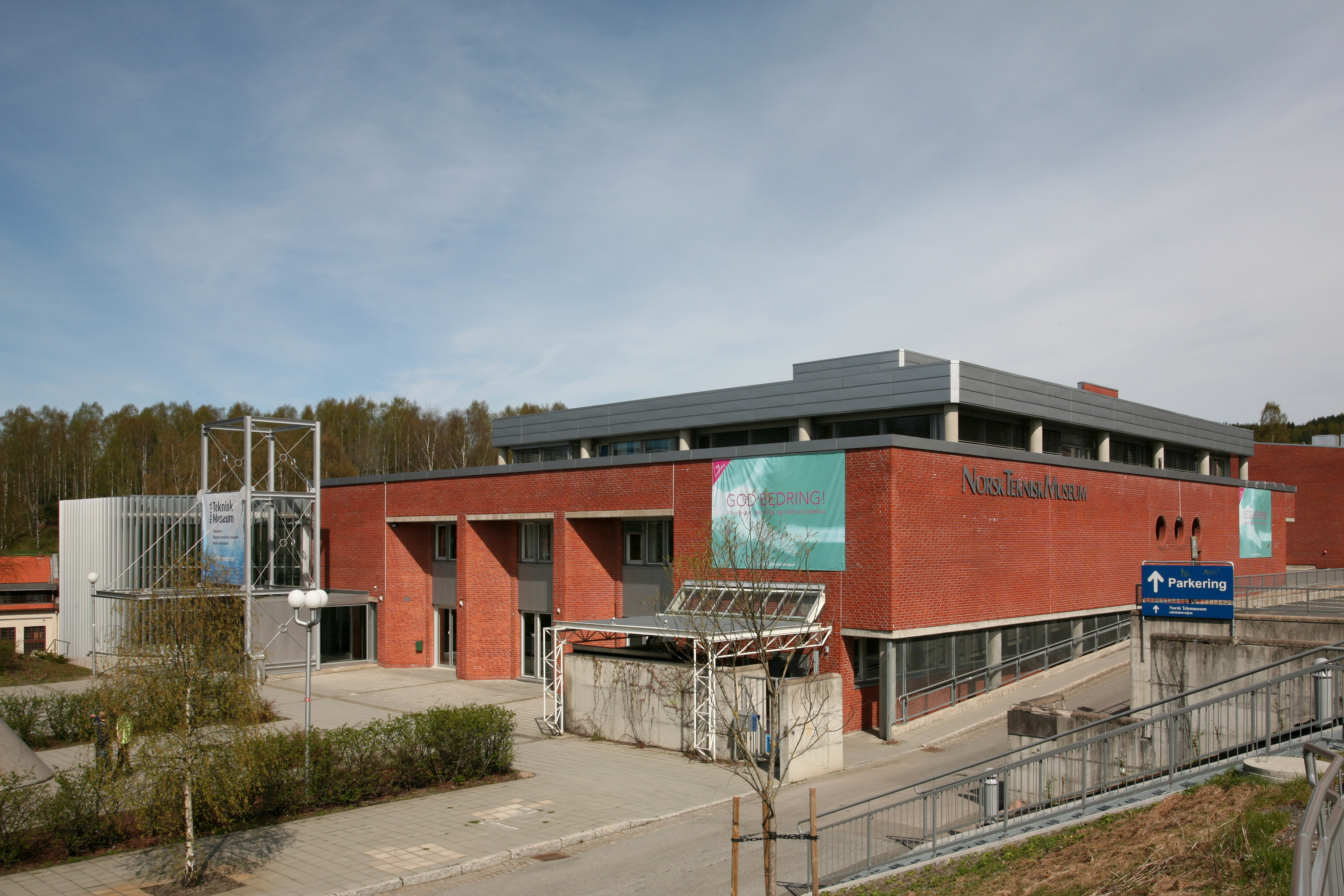
Technisches Museum
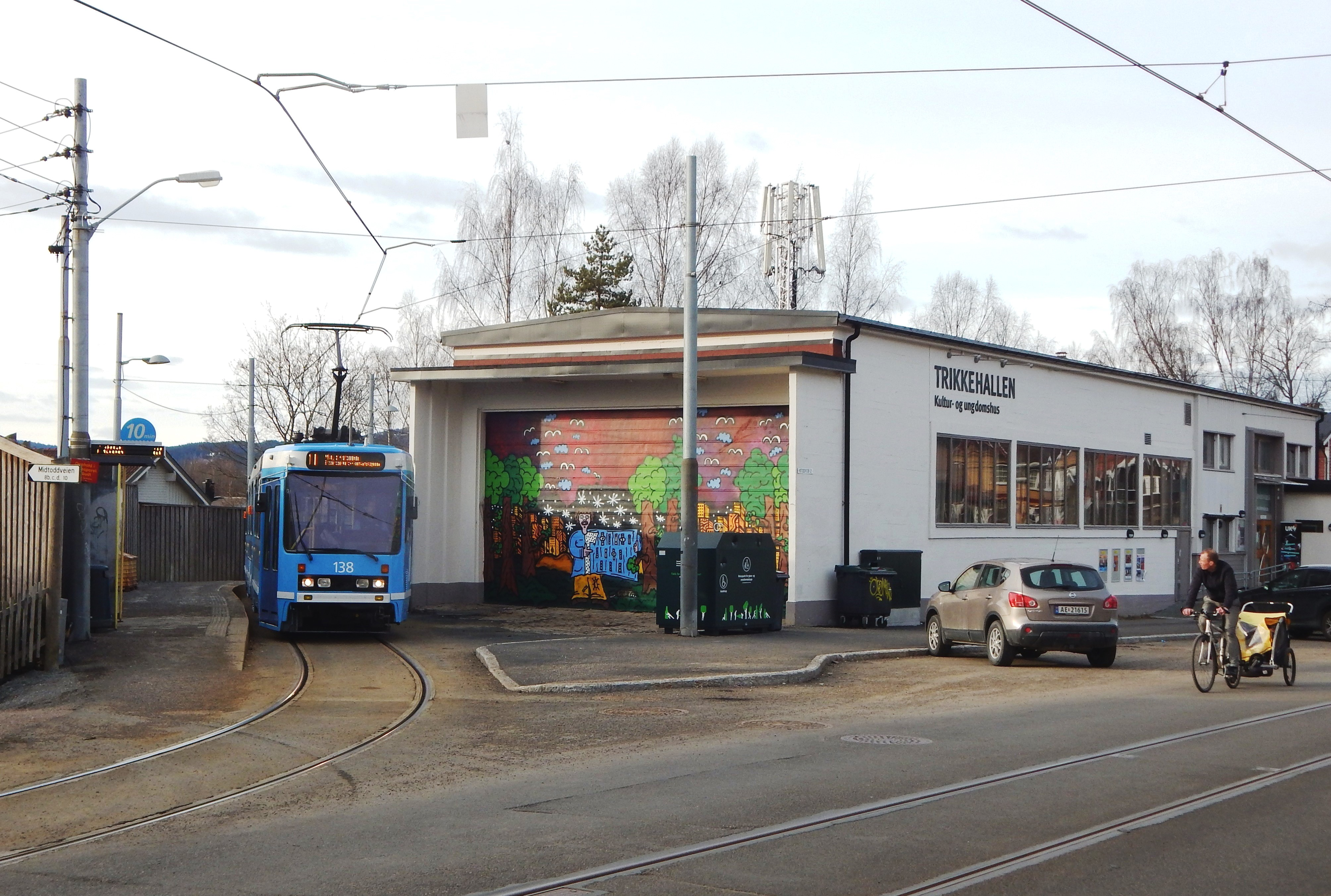
Endhaltestelle der Kjelsås-Straßenbahn
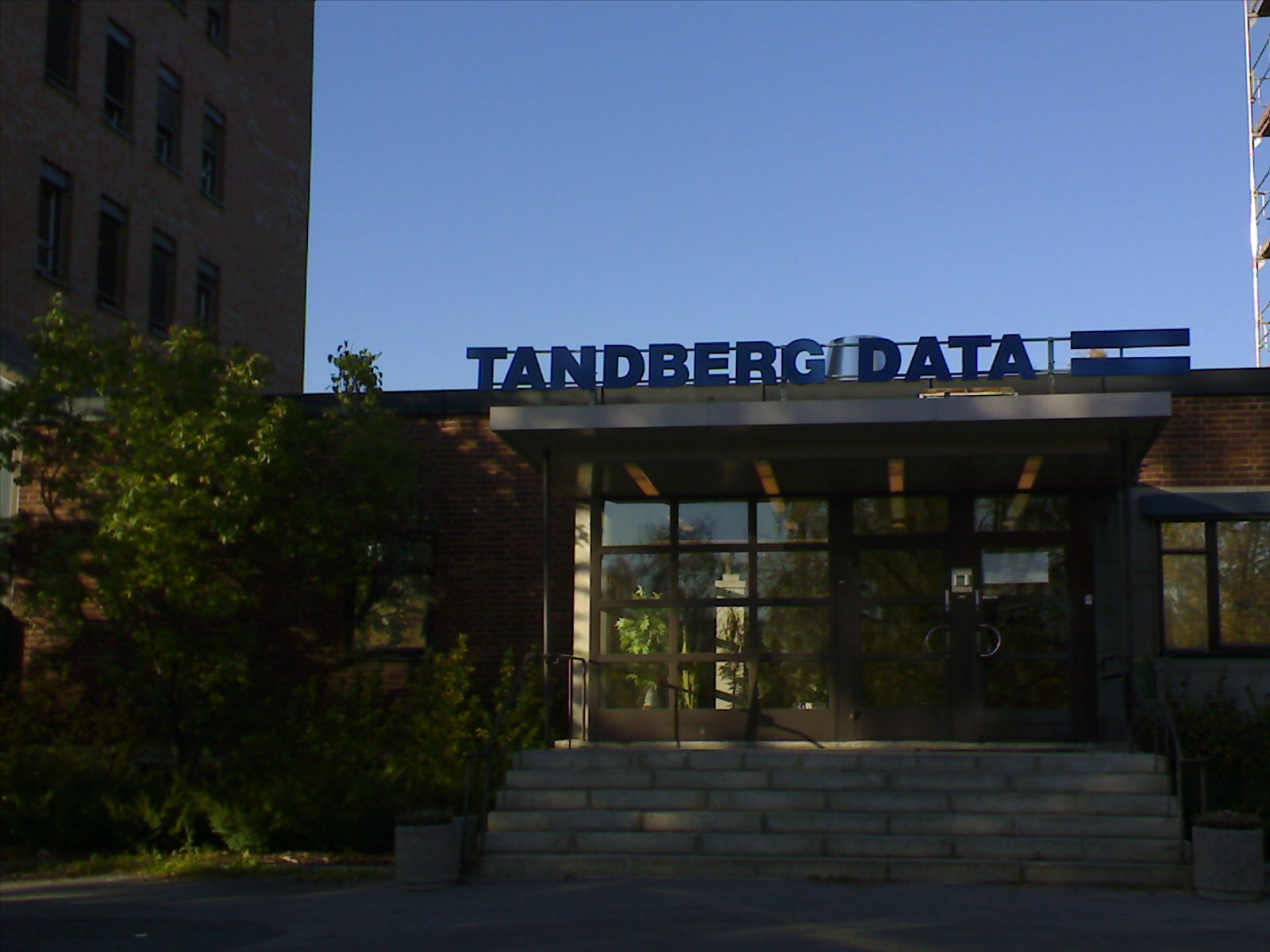
Eingang der ehemaligen Radiofabrik Tandberg
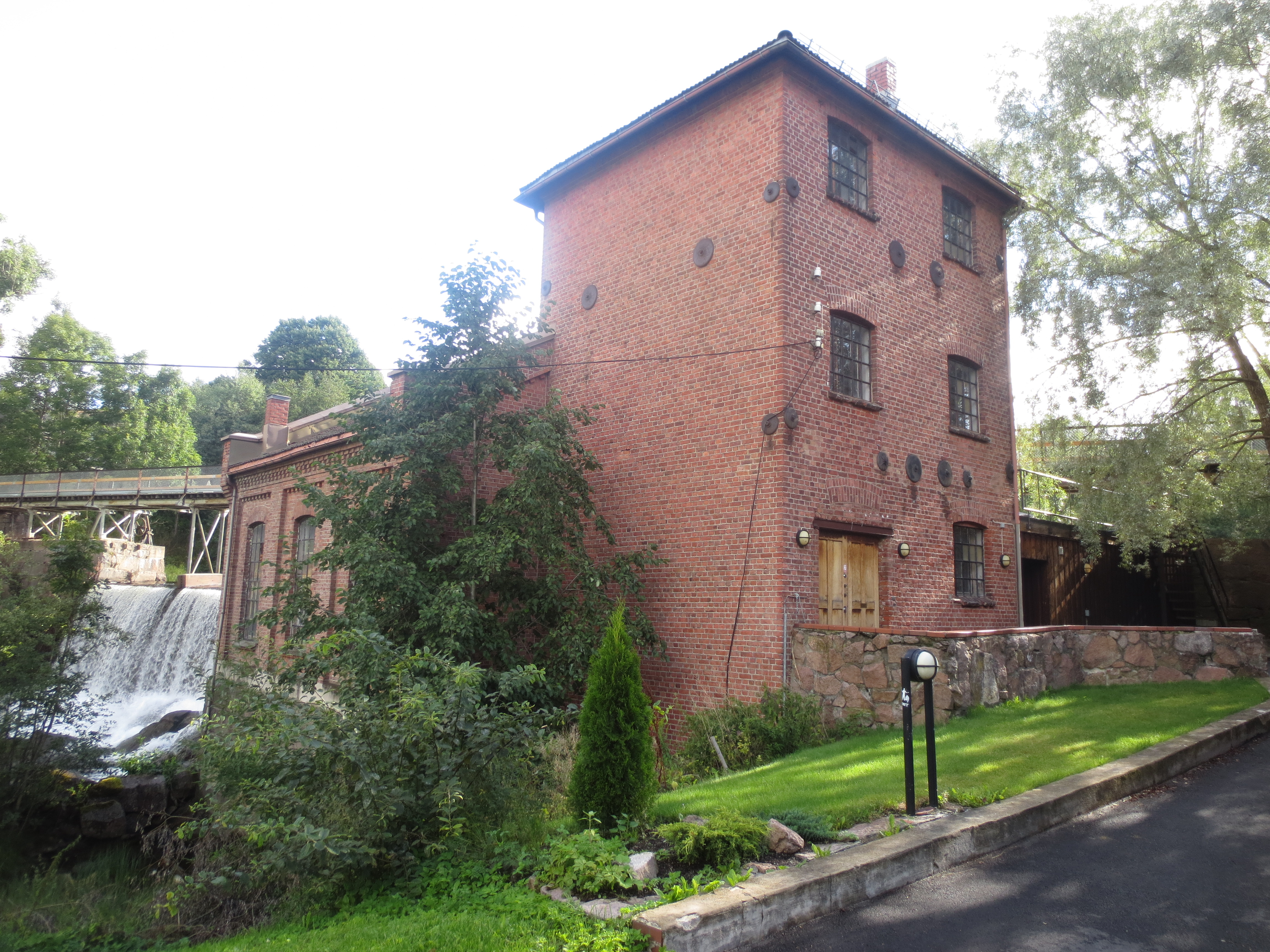
Altes Wasserkraftwerk
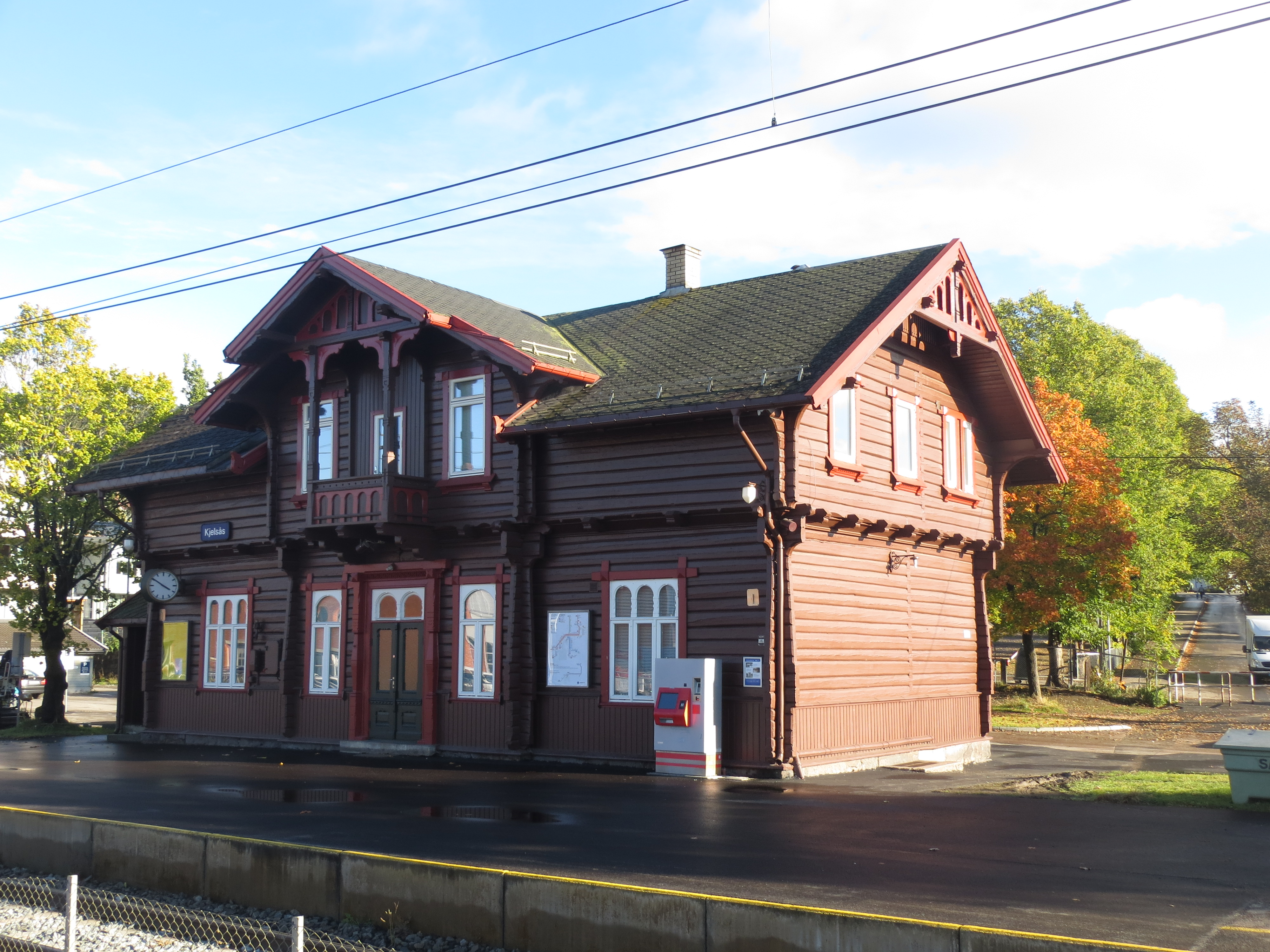
Bahnhof